# Dome 2 Dome Roadrace
El Dome 2 Dome Roadrace, conegut anteriorment com a Powerade Dome 2 Dome Cycling Spectacular, és una competició ciclista d'un dia que es disputa anualment a Sud-àfrica. El 2007 i el 2008 va formar part del calendari de l'UCI Africa Tour.

## Palmarès
| Any  | Vencedor                    | Segon                       | Tercer                   |
| ---- | --------------------------- | --------------------------- | ------------------------ |
| 2005 | Jacques Fullard             | James Lewis Perry           | George Daniel Schoonraad |
| 2006 | Christoff Van Heerden       | Nolan Hoffman               | Jay Robert Thomson       |
| 2007 | Jaco Venter                 | Tiaan Kannemeyer            | David-Harold George      |
| 2008 | Nolan Hoffman               | Malcolm Lange               | Johannes Kachelhoffer    |
| 2009 | Arran Brown                 | Reinardt Janse Van Rensburg | Dennis Van Niekerk       |
| 2010 | Johann Rabie                | Dennis Van Niekerk          | David Maree              |
| 2011 | Reinardt Janse Van Rensburg | Johannes Kachelhoffer       | William Bush             |
| 2012 | Johannes Kachelhoffer       | David Maree                 | Jani Tewelde Weldegaber  |
| 2013 | Dylan Girdlestone           | Willie Smit                 | Jayde Andrew Julius      |
| 2014 | Jayde Andrew Julius         | Herman Fouche               | Johannes Kachelhoffer    |
| 2015 | Mike Hewan                  | Henry Uys                   | Jaco Cronje              |